# Бад-Тайнах-Цавельштайн
Бад-Тайнах-Цавельштайн (нем. Bad Teinach-Zavelstein) — город в Германии, районный центр, расположен в земле Баден-Вюртемберг. 
Подчинён административному округу Карлсруэ. Входит в состав района Кальв.  Население составляет 2953 человека (на 31 декабря 2010 года). Занимает площадь 25,1 км². Официальный код  —  08 2 35 084.
Город подразделяется на 7 городских районов.

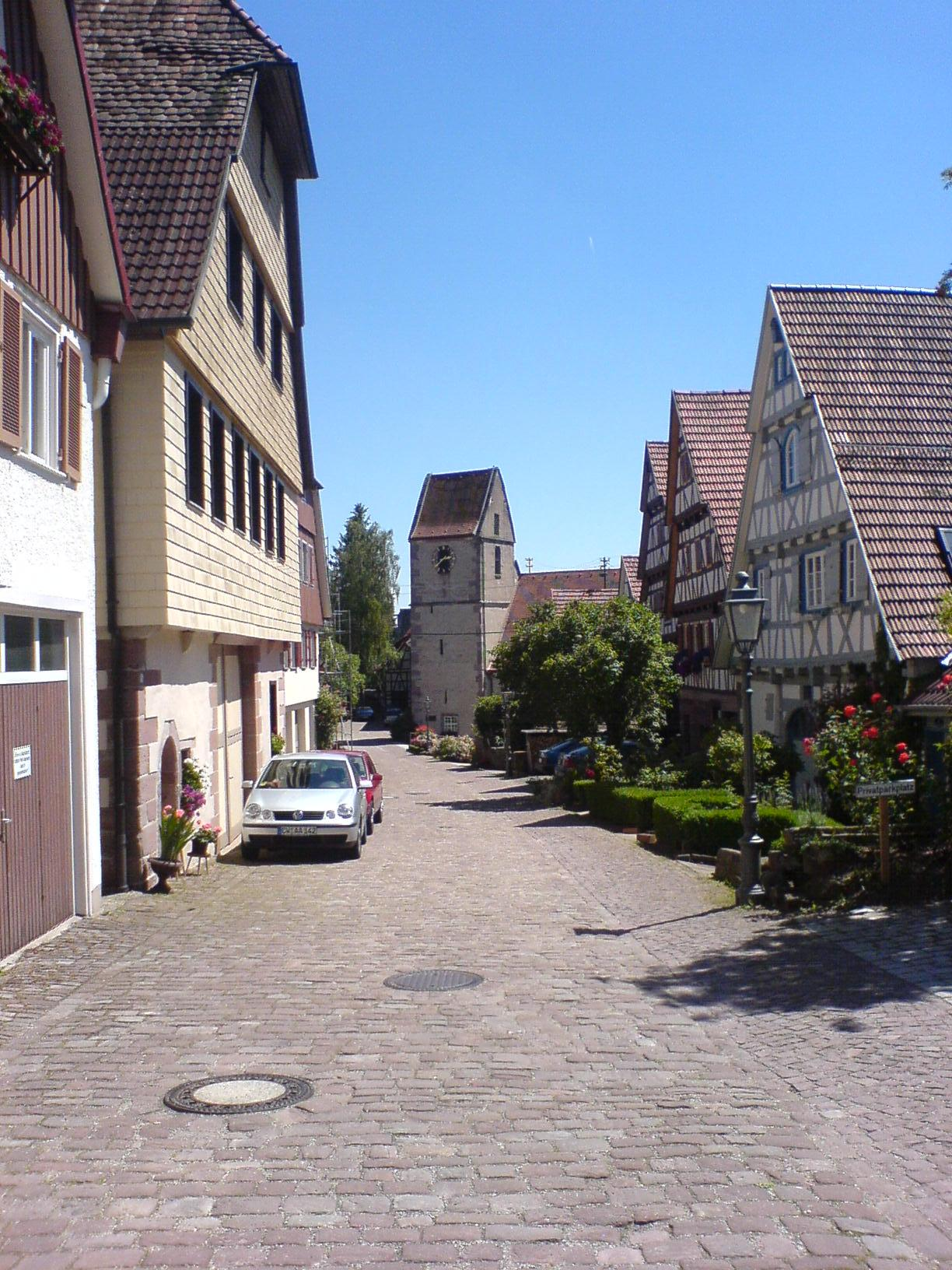
Бад-Тайнах-Цавельштайн